# شوح كوري

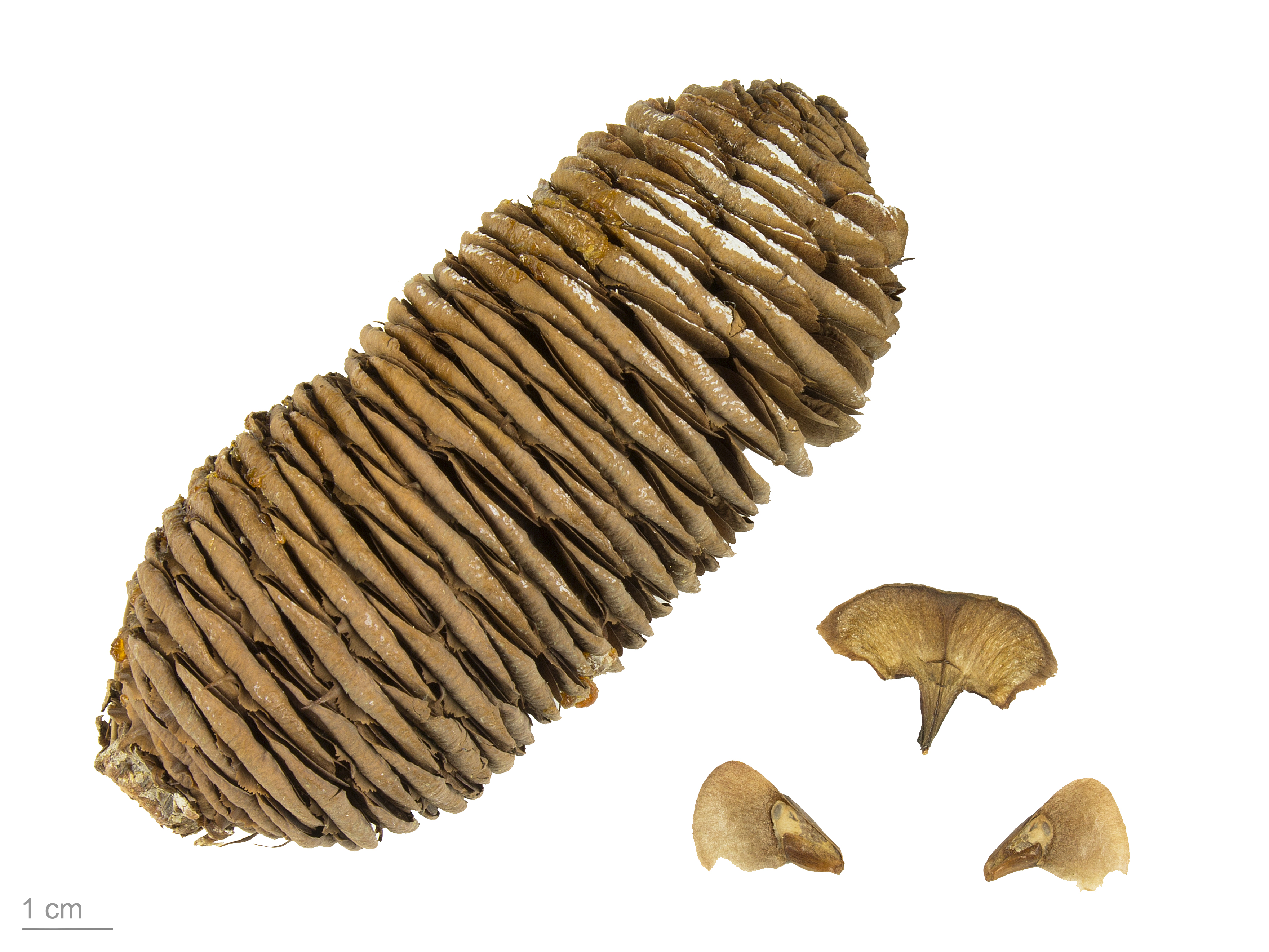
Abies koreana

الشوح الكوري نوع نباتي شجري ينتمي إلى جنس الشوح من الفصيلة الصنوبرية.

## الانتشار
موطنه الجبال العالية في كوريا الجنوبية.

## معرض صور

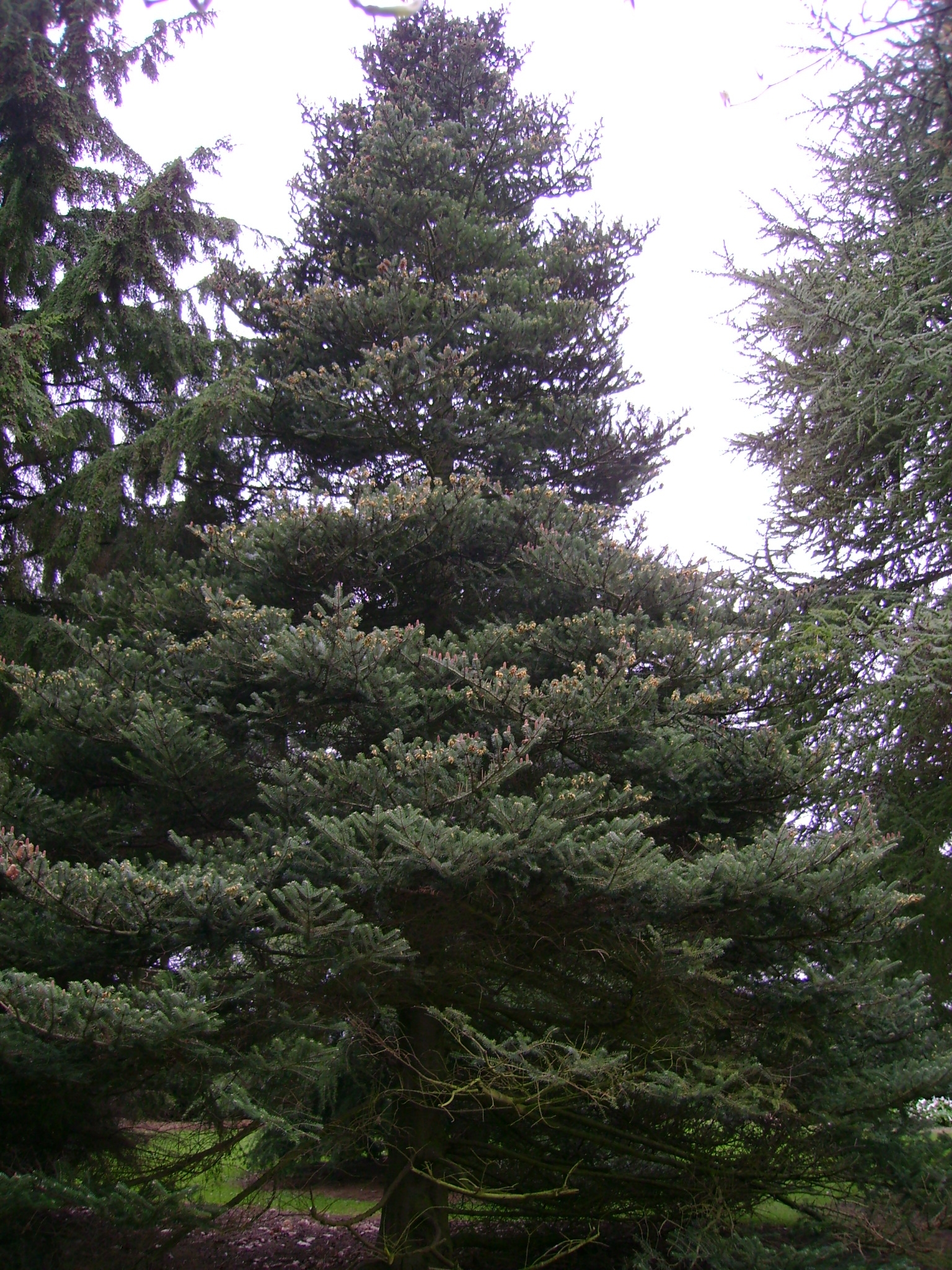
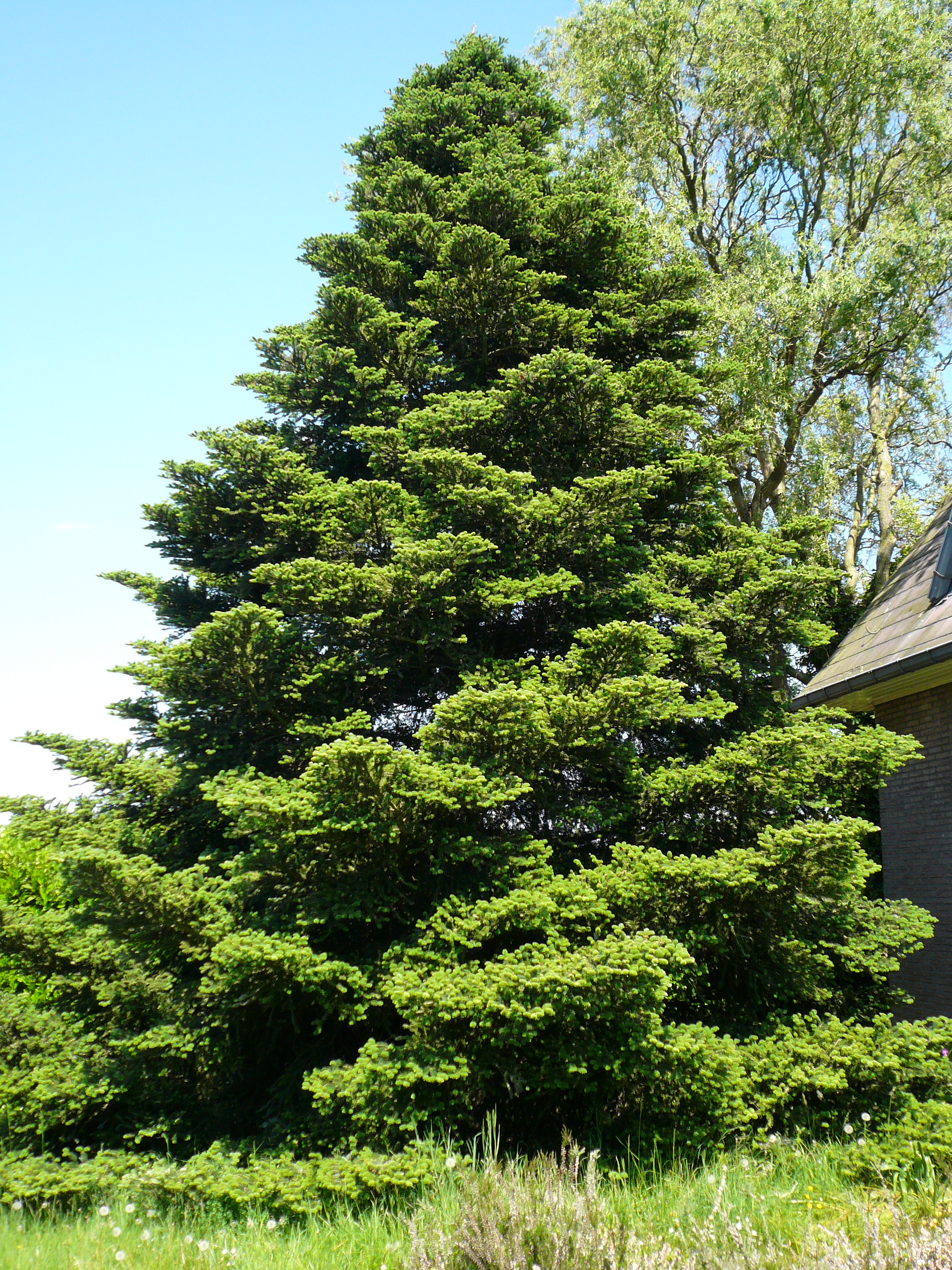
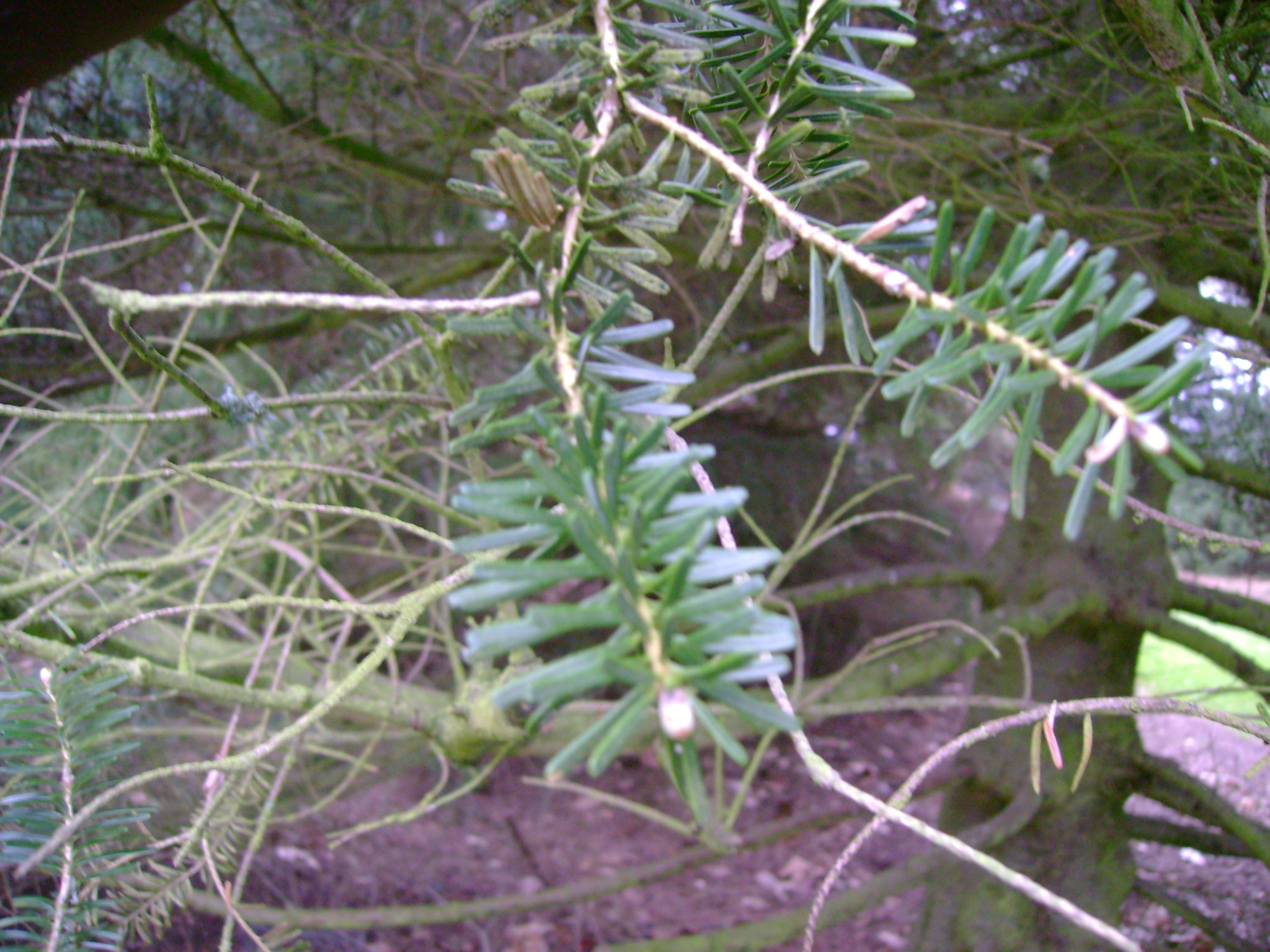
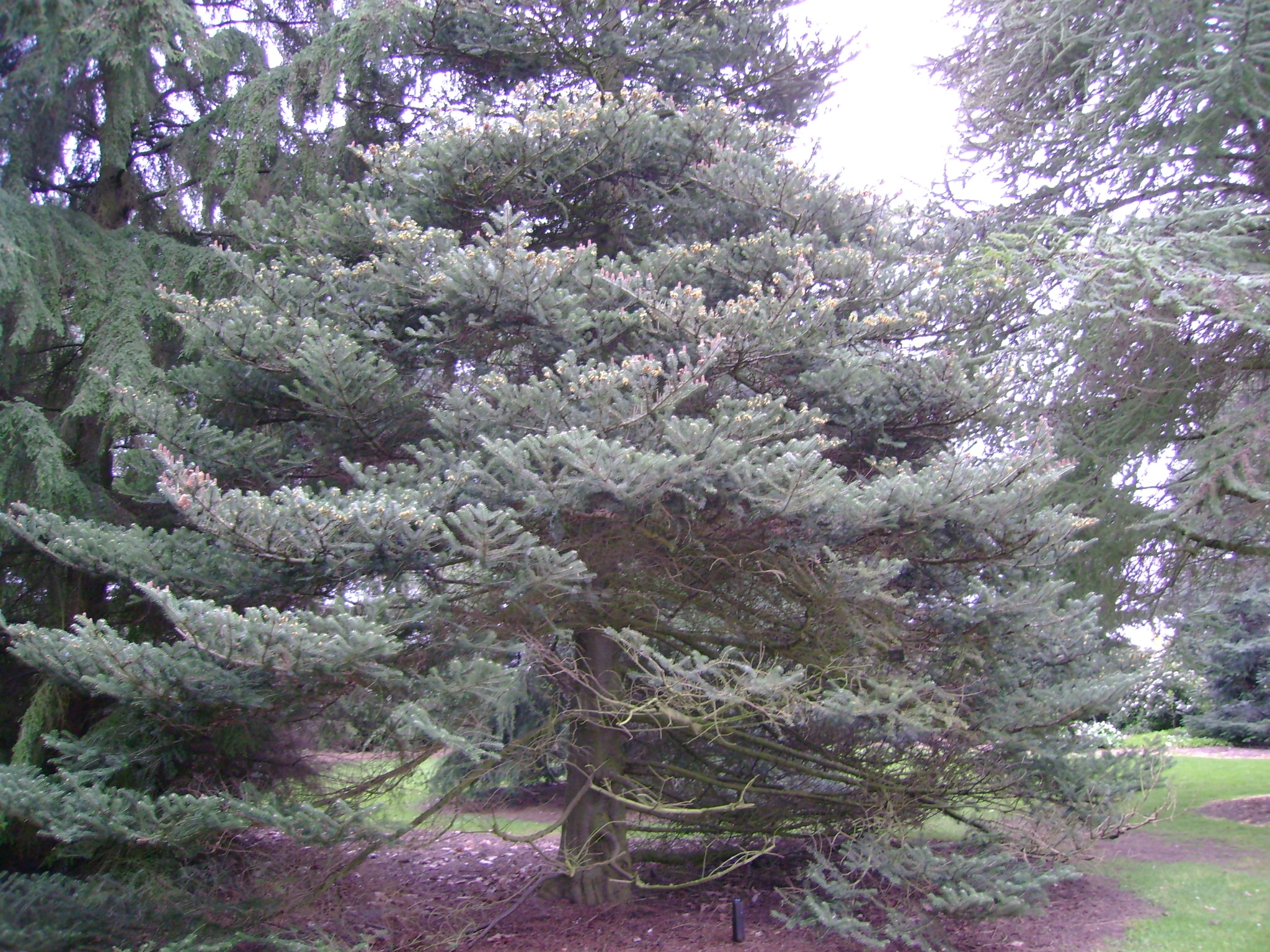